# NGC 2855
NGC 2855 é uma galáxia espiral (S0-a) localizada na direcção da constelação de Hydra. Possui uma declinação de -11° 54' 37" e uma ascensão recta de 9 horas, 21 minutos e 27,5 segundos.
A galáxia NGC 2855 foi descoberta em 19 de Março de 1786 por William Herschel.